# Кореа, Гамани
Гамани Кореа (англ. Gamani Corea, 4 ноября 1925 — 3 ноября 2013, Коломбо, Шри-Ланка) — ланкийский экономист и дипломат, генеральный секретарь ЮНКТАД (1974—1984).

## Биография
Окончил университет на Цейлоне, а затем —  Колледж Корпус-Кристи  Кембриджского университета и аспирантуру в области экономики в Оксфордском университете с присвоением степени доктора экономики.
В 1952 г. поступил на государственную службу. До 1960 г. работал в управлении планирования Министерства планирования и экономики, являлся также секретарем Национального совета по планированию.
- 1960—1964 гг. — директор экономических исследований Банка Цейлона,
- 1964 г. — вошел в состав экспертной группы, занимавшейся созданием Конференции ООН по торговле и развитию (ЮНКТАД),
- 1965—1969 гг. — глава экспертной группы ЮНКТАД по международным валютным вопросам,
- 1965—1970 гг. — постоянный секретарь министерства планирования и экономики, заместитель губернатора Банка Цейлона.
- 1972 г. — председатель конференции Организации Объединенных Наций по какао,
- 1972—1974 — председатель Комитета ООН по планированию развития,
- 1973—1974 гг. — посол Шри-Ланки при Европейском экономическом сообществе (ЕЭС) и в странах Бенилюкса,
- 1974—1984 гг. — генеральный секретарь ЮНКТАД.

После завершения своих полномочий занимал ряд ответственных должностей в международных организациях, в частности по так называемой линии «Юг-Юг», связанной с развитием стран третьего мира. В 2002—2003 гг. являлся председателем Южного центра, организации развивающихся стран, базирующейся в Женеве.
Являлся автором нескольких монографий по вопросам экономики.